# Jewgienij Klewcow
Jewgienij Pietrowicz Klewcow (ros. Евгений Петрович Клевцов, ur. 8 marca 1929 w Obojaniu, zm. 24 marca 2003 w Moskwie) – radziecki kolarz szosowy, brązowy medalista olimpijski.

## Kariera
Największy sukces w karierze Jewgienij Klewcow osiągnął w 1960 roku, kiedy wspólnie z Aleksiejem Pietrowem, Wiktorem Kapitonowem i Jurijem Mielichowem zdobył brązowy medal w drużynowej jeździe na czas podczas igrzysk olimpijskich w Rzymie. Na tych samych igrzyskach w rywalizacji indywidualnej zajął 33. miejsce. Wystartował również na rozgrywanych osiem lat wcześniej igrzyskach olimpijskich w Helsinkach, gdzie był czterdziesty w wyścigu indywidualnym, a drużyna radziecka z Klewcowem w składzie nie została sklasyfikowana. Kilkakrotnie startował na szosowych mistrzostwach świata, najlepsze wyniki osiągając podczas MŚ w Karl-Marx-Stadt (1960), gdzie był piąty w indywidualnym wyścigu amatorów oraz podczas MŚ w Salò (1962), gdzie razem z kolegami z reprezentacji zajął czwarte miejsce w drużynowej jeździe na czas. Startował również w Wyścigu Pokoju, zajmując między innymi 23. miejsce w 1958 roku (wygrał jeden z etapów). W 1958 roku był również szosowym wicemistrzem kraju.